# Ильичёвское сельское поселение (Карачаево-Черкесия)
Ильичёвское се́льское поселе́ние — муниципальное образование в Прикубанском районе Карачаево-Черкесии Российской Федерации.
Административный центр — село Ильичёвское.

## История
Статус и границы сельского поселения установлены Законом Карачаево-Черкесской Республики от 6 марта 2006 года № 13-РЗ «от 24 февраля 2004 года № 84-РЗ «Об административно-территориальном устройстве Карачаево-Черкесской Республики»

## Население
| 2002  | 2010  | 2012  | 2013  | 2014  | 2015  | 2016  |
| ----- | ----- | ----- | ----- | ----- | ----- | ----- |
| 2132  | ↗2245 | ↗2248 | ↘2247 | ↘2219 | ↘2218 | ↗2237 |
| 2017  | 2018  | 2019  | 2020  | 2021  | 2023  | 2024  |
| ↗2273 | ↗2285 | ↘2281 | ↗2299 | ↗2431 | ↗2463 | ↗2474 |
| 2025  |       |       |       |       |       |       |
| ↗2484 |       |       |       |       |       |       |

## Состав сельского поселения
| № | Населённый пункт | Тип населённого пункта       | Население |
| - | ---------------- | ---------------------------- | --------- |
| 1 | Ильичёвское      | село, административный центр | ↘1261     |
| 2 | Пригородное      | село                         | ↗1170     |